# Gastrancistrus flavipes
Gastrancistrus flavipes är en stekelart som först beskrevs av William Harris Ashmead 1886.  Gastrancistrus flavipes ingår i släktet Gastrancistrus och familjen puppglanssteklar. Inga underarter finns listade i Catalogue of Life.